# Harvakari (ö i Simo)
Harvakari med Porokari, Venäänletto, Jokiletto, Tiironkari, Laitakari och Pikku-Kumurainen är en ö i Finland. Den ligger i Bottenviken och i kommunen Simo i landskapet Lappland, i den norra delen av landet. Ön ligger omkring 100 kilometer söder om Rovaniemi och omkring 600 kilometer norr om Helsingfors.
Öns area är 1,76 kvadratkilometer och dess största längd är 2,1 kilometer i nord-sydlig riktning.

## Några delöar med egna namn
- Porokari 65°36′02″N 25°03′05″Ö / 65.60062°N 25.05142°Ö
- Tiironkari 65°36′49″N 25°02′02″Ö / 65.61361°N 25.03383°Ö
- Venäänletto 65°36′24″N 25°03′13″Ö / 65.60667°N 25.05363°Ö
- Jokiletto 65°36′04″N 25°03′17″Ö / 65.60121°N 25.05467°Ö
- Pikku Kumurainen 65°36′11″N 25°03′31″Ö / 65.60311°N 25.05848°Ö
- Laitakari 65°37′01″N 25°02′45″Ö / 65.61681°N 25.04577°Ö